# Cloître-Saint-Thégonnec
Cloître-Saint-Thégonnec (bret. Ar C'hloastr-Plourin) – miejscowość i gmina we Francji, w regionie Bretania, w departamencie Finistère.
Według danych na rok 1990 gminę zamieszkiwało 566 osób, a gęstość zaludnienia wynosiła 20 osób/km² (wśród 1269 gmin Bretanii Cloître-Saint-Thégonnec plasuje się na 796. miejscu pod względem liczby ludności, natomiast pod względem powierzchni na miejscu 308.).